# Pseudoanthidium brachiatum
Pseudoanthidium brachiatum är en biart som beskrevs av michener, Griswold och > 1994. Pseudoanthidium brachiatum ingår i släktet Pseudoanthidium och familjen buksamlarbin. Inga underarter finns listade i Catalogue of Life.